# Реджо-Калабрія (провінція)
Провінція Реджо-Калабрія (італ. Provincia di Reggio Calabria) — колишня провінція в Італії, у регіоні Калабрія. З 1 січня 2015 року замінена метрополійним містом Реджо-Калабрія
Площа провінції — 3 183 км², населення — 565 656 осіб.
Столицею провінції було місто Реджо-Калабрія.

## Географія

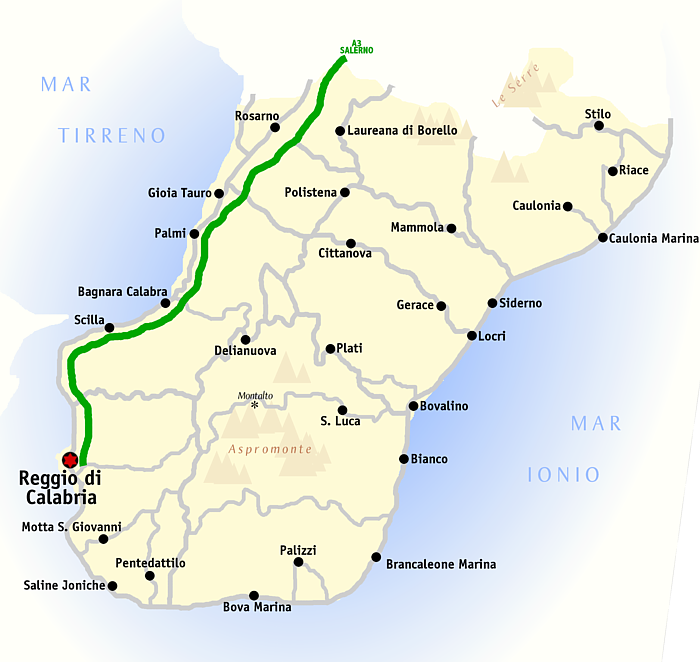
Мапа провінції

Провінція межувала на північному сході з провінцією Катандзаро і на північному заході з провінцією Вібо-Валентія; на південному заході знаходиться Сицилія (3,2 км).

## Основні муніципалітети
Найбільші за кількістю мешканців муніципалітети (ISTAT):
| Муніципалітет     | Населення (2006) |
| ----------------- | ---------------- |
| Реджо-Калабрія    | 184.179          |
| Палмі             | 19.438           |
| Джоя-Тауро        | 18.135           |
| Сідерно           | 16.734           |
| Тауріануя         | 15.716           |
| Розарно           | 15.649           |
| Вілла-Сан-Джуянні | 13.428           |
| Локрі             | 12.997           |
| Полістена         | 11.448           |